# Kocsord
Kocsord är en ort i Ungern.   Den ligger i provinsen Szabolcs-Szatmár-Bereg, i den nordöstra delen av landet, 250 km öster om huvudstaden Budapest. Kocsord ligger 112 meter över havet och antalet invånare är 3 054.
Terrängen runt Kocsord är mycket platt. Runt Kocsord är det ganska tätbefolkat, med 116 invånare per kvadratkilometer. Närmaste större samhälle är Mátészalka, 4,8 km väster om Kocsord. Trakten runt Kocsord består till största delen av jordbruksmark.